# Kranichsteiner Wald mit Hegbachaue,Mörsbacher Grund u. Silzwiesen
Kranichsteiner Wald mit Hegbachaue,Mörsbacher Grund u. Silzwiesen este o arie protejată (arie specială de conservare — SAC, sit de importanță comunitară — SCI) din Germania întinsă pe o suprafață de 2.129,77 ha, integral pe uscat.

## Localizare
Centrul sitului Kranichsteiner Wald mit Hegbachaue,Mörsbacher Grund u. Silzwiesen este situat la coordonatele 49°55′33″N 8°42′39″E / 49.9258°N 8.7108°E.

## Înființare
Situl Kranichsteiner Wald mit Hegbachaue,Mörsbacher Grund u. Silzwiesen a fost declarat sit de importanță comunitară în aprilie 1999 pentru a proteja 1 specie de plante și 37 de specii de animale. Situl a fost protejat și ca arie specială de conservare în martie 2008.

## Biodiversitate
Situată în ecoregiunea continentală, aria protejată conține 11 habitate naturale: Ape puternic oligomezotrofe cu vegetație bentonică cu Chara spp., Lacuri eutrofice naturale cu vegetație de tip Magnopotamion sau Hydrocharition, Formațiuni ierboase bogate în specii de Nardus, dezvoltate pe substraturi silicioase în zone montane (și în zone submontane, în Europa continentală), Pajiști cu Molinia pe soluri calcaroase, turboase sau argilos-nămoloase (Molinion caeruleae), Liziere de ierburi înalte hidrofile de câmpie și de nivel montan până la alpin, Fânețe de joasă altitudine (Alopecurus pratensis, Sanguisorba officinalis), Mlaștini alcaline, Păduri de fag Luzulo-Fagetum, Păduri de fag Asperulo-Fagetum, Păduri de stejar sau de stejar și carpen sub-atlantice și medio-europene de Carpinion betuli, Păduri aluvionare cu Alnus glutinosa și Fraxinus excelsior (Alno-Padion, Alnion incanae, Salicion albae).
La baza desemnării sitului se află mai multe specii protejate:
- plante (1): mușchi (Dicranum viride)
- păsări (28): lăcar-de-mlaștină (Acrocephalus palustris), lăcar-de-lac (Acrocephalus scirpaceus), pescăruș albastru (Alcedo atthis), gâscă cenușie (Anser anser), fâsă de luncă (Anthus pratensis), mierla de apă (Cinclus cinclus), porumbel de scorbură (Columba oenas), ciocănitoarea de stejar (Dendrocopos medius), ciocănitoare pestriță mică (Dendrocopos minor), ciocănitoare neagră (Dryocopus martius), șoimul rândunelelor (Falco subbuteo), muscar negru (Ficedula hypoleuca), Fringilla montifringilla, becațină comună (Gallinago gallinago), sfrâncioc roșiatic (Lanius collurio), sfrâncioc mare (Lanius excubitor excubitor), Locustella naevia, Luscinia svecica svecica, gaia neagră (Milvus migrans), gaia roșie (Milvus milvus), viespar (Pernis apivorus), ciocănitoare verzuie (Picus canus), Rallus aquaticus aquaticus, mărăcinar (Saxicola rubetra), mărăcinar negru (Saxicola torquatus), sitar de pădure (Scolopax rusticola), Tachybaptus ruficollis ruficollis, nagâț (Vanellus vanellus)
- amfibieni (1): triton cu creastă (Triturus cristatus)
- mamifere (2): liliac cu urechi mari (Myotis bechsteinii), liliac comun (Myotis myotis)
- nevertebrate (6): croitorul mare al stejarului (Cerambyx cerdo), Limoniscus violaceus, rădașcă (Lucanus cervus), phengaris nausithous (Maculinea nausithous), Osmoderma eremita Complex, Vertigo angustior

Pe lângă speciile protejate, pe teritoriul sitului au mai fost identificate 50 de specii de plante, 2 specii de păsări, 5 specii de amfibieni, 5 specii de mamifere, 18 specii de nevertebrate, 2 specii de reptile.